# Copa Intercontinental de Fútbol Sala 2006
La Copa Intercontinental de Futsal de 2006 corresponde a la novena edición del trofeo y a la tercera Copa Intercontinental de Futsal reconocida por la FIFA. Todos los encuentros se jugaron en el Gimnasio Arena Multiusos de Brusque (Santa Catarina), Brasil. La competición fue organizada por la CBFS (Confederación Brasileña de Fútbol de Sala). Se disputó del 6 al 9 de abril.
Los participantes fueron:
- Malwee/Jaraguá de Brasil, campeón del Torneo Sudamericano de Clubes de 2005.
- Universidad Autónoma de Asunción de Paraguay, subcampeón de la Torneo Sudamericano de Clubes de 2005.
- ServCorp FC de Estados Unidos, campeón de la Liga Nacional de los Estados Unidos.
- Boomerang Interviú de España, campeón de la edición anterior y defensor del título.
- Carlos Barbosa de Brasil, club invitado, campeón de la Intercontinental de 2004 y tercero en la de 2005.
- Predator FC de Japón, campeón de fútbol sala de Japón.

## Grupo A
| Equipo                              | Pts | PJ | PG | PE | PP | GF | GC |
| ----------------------------------- | --- | -- | -- | -- | -- | -- | -- |
| 1. Malwee/Jaraguà                   | 6   | 2  | 2  | 0  | 0  | 15 | 1  |
| 2. Universidad Autónoma de Asunción | 3   | 2  | 1  | 0  | 1  | 6  | 7  |
| 3. ServCorp F.C.                    | 0   | 2  | 0  | 0  | 2  | 5  | 16 |

## Grupo B
| Equipo                | Pts | PJ | PG | PE | PP | GF | GC |
| --------------------- | --- | -- | -- | -- | -- | -- | -- |
| 1. Boomerang Interviú | 6   | 2  | 2  | 0  | 0  | 13 | 3  |
| 2. Carlos Barbosa     | 3   | 2  | 1  | 0  | 1  | 12 | 6  |
| 3. Predator F.C.      | 0   | 2  | 0  | 0  | 2  | 1  | 17 |

### Partidos
6 de abril
| Hora  | Partido                            | Resultado (Primera parte) |
| ----- | ---------------------------------- | ------------------------- |
| 19:00 | Boomerang Interviu - Predator F.C. | 8-0 (5-0)                 |
| 20:30 | Malwee/Jaraguá - ServCorp F.C.     | 10-1 (5-0)                |

7 de abril
| Hora  | Partido                                    | Resultado (Primera parte) |
| ----- | ------------------------------------------ | ------------------------- |
| 19:00 | Univ. Autónoma de Asunción - ServCorp F.C. | 6-2 (3-1)                 |
| 20:30 | Carlos Barbosa - Predador F.C.             | 9-1 (4-0)                 |

8 de abril
| Hora  | Partido                                     | Resultado (Primera parte) |
| ----- | ------------------------------------------- | ------------------------- |
| 16:00 | Carlos Barbosa - Boomerang Interviú         | 3-5 (1-1)                 |
| 18:00 | Malwee/Jaraguá - Univ. Autónoma de Asunción | 5-0 (2-0)                 |

9 de abril
5º y 6º puesto (3ª del Grupo A - 3º del Grupo B)
| Hora | Partido       | Partido | Partido       | Resultado   |
| ---- | ------------- | ------- | ------------- | ----------- |
| 9:00 | ServCopr F.C. | -       | Predator F.C. | 2 - 4 (0-4) |

3º y 4º puesto (2º del Grupo A - 2º del Grupo B)
| Hora  | Partido                          | Partido | Partido        | Resultado   |
| ----- | -------------------------------- | ------- | -------------- | ----------- |
| 11:00 | Universidad Autónoma de Asunción | -       | Carlos Barbosa | 3 - 4 (0-1) |

Final (1º del Grupo A - 1º del Grupo B)
| 9 de abril de 2006, 14:00 | Malwee/Jaraguá | 0:1 (0:0) | Boomerang Interviú | Gimnasio Arena Multiusos,                                                        |                                                                                  |
|                           |                |           | Neto 24'           | Asistencia: 4.000 espectadores Árbitro(s): Ortiz (Paraguay) y Escarelo (Uruguay) | Asistencia: 4.000 espectadores Árbitro(s): Ortiz (Paraguay) y Escarelo (Uruguay) |

- Datos: Q3799433